# NGC 425
NGC 425 este o galaxie spirală situată în constelația Andromeda. A fost descoperită în 29 octombrie 1866 de către Truman Henry Safford. De asemenea, a fost observată încă o dată în 11 octombrie 1879 de către Édouard Stephan.